# Amelanchier grandiflora
Amelanchier grandiflora är en rosväxtart som beskrevs av Alfred Rehder. Amelanchier grandiflora ingår i släktet häggmisplar, och familjen rosväxter. Inga underarter finns listade i Catalogue of Life.